# Akane Ōmae
Akane Ōmae (大前 茜 Ōmae Akane?,  nacida el 21 de agosto de 1982 en la prefectura de Saitama) es una seiyū japonesa.

## Roles interpretados
- Sakurako Shiina en Mahō Sensei Negima (2005) y Negima!? (2006-2007)
- Chihiro en Azumanga Daioh (2002).
- Kaede Matsushiro en Yakitate!! Japan.
- Cecil en Gravion y Gravion Zwei.
- Lazuli-chan y Tottoko Hamutaro en Hamtaro.